# Eusceptis irretita
Eusceptis irretita là một loài bướm đêm trong họ Noctuidae.